# Razzie Award för sämsta kvinnliga skådespelare
Nedan följer en lista över vinnare och nominerade av en Razzie Award för Sämsta kvinnliga skådespelare, (Golden Raspberry Award for Worst Actress), och priset har delats ut i den här kategorin sedan den allra första galan.
Vinnare presenteras överst i fetstil och gul färg. Året avser det år som personerna vann för, varpå de vann på galan året därpå.

## 1980-talet
| År                        | Skådespelerska                             | Film                 | Roll               |
| 1980 (1:a)                |                                            |                      |                    |
| ------------------------- | ------------------------------------------ | -------------------- | ------------------ |
| 1980 (1:a)                | Brooke Shields                             | Den blå lagunen      | Emmeline Lestrange |
| 1980 (1:a)                | Nancy Allen                                | I nattens mörker     | Liz Blake          |
| 1980 (1:a)                | Faye Dunaway                               | The First Deadly Sin | Barbara Delaney    |
| 1980 (1:a)                | Shelley Duvall                             | The Shining          | Wendy Torrance     |
| 1980 (1:a)                | Farrah Fawcett                             | Saturn 3             | Alex               |
| 1980 (1:a)                | Sondra Locke                               | Bronco Billy         | Antoinette Lily    |
| 1980 (1:a)                | Olivia Newton-John                         | Xanadu               | Kira               |
| 1980 (1:a)                | Valerie Perrine                            | Can't Stop the Music | Samantha Simpson   |
| 1980 (1:a)                | Deborah Raffin                             | Touched by Love      | Lena Canada        |
| 1980 (1:a)                | Talia Shire                                | Windows              | Emily Hollander    |
| 1981 (2:a)                |                                            |                      |                    |
| Delad vinst: Bo Derek     | Tarzan, apmannen                           | Jane Parker          |                    |
| Delad vinst: Faye Dunaway | Mommie Dearest                             | Joan Crawford        |                    |
| Linda Blair               | Hell Night                                 | Marti Gaines         |                    |
| Brooke Shields            | Endless Love                               | Jade Butterfield     |                    |
| Barbra Streisand          | All Night Long                             | Cheryl Gibbons       |                    |
| 1982 (3:e)                |                                            |                      |                    |
| Pia Zadora                | Butterfly                                  | Kady Tyler           |                    |
| Morgan Fairchild          | The Seduction                              | Jamie Douglas        |                    |
| Mia Farrow                | En midsommarnatts sexkomedi                | Ariel                |                    |
| Kristy McNichol           | The Pirate Movie                           | Mabel Stanley        |                    |
| Mary Tyler Moore          | Six Weeks                                  | Charlotte Dreyfus    |                    |
| 1983 (4:e)                |                                            |                      |                    |
| Pia Zadora                | The Lonely Lady                            | Jerilee Randall      |                    |
| Loni Anderson             | Stroker Ace                                | Pembrook Feeny       |                    |
| Linda Blair               | Chained Heat                               | Carol Henderson      |                    |
| Faye Dunaway              | The Wicked Lady                            | Barbara Skelton      |                    |
| Olivia Newton-John        | Two of a Kind                              | Debbie Wylder        |                    |
| 1984 (5:e)                |                                            |                      |                    |
| Bo Derek                  | Bolero                                     | Lida MacGillivery    |                    |
| Faye Dunaway              | Supergirl                                  | Selena               |                    |
| Shirley MacLaine          | Cannonball Run II                          | Veronica             |                    |
| Tanya Roberts             | Sheena                                     | Sheena               |                    |
| Brooke Shields            | Sahara                                     | Dale                 |                    |
| 1985 (6:e)                |                                            |                      |                    |
| Linda Blair               | Night Patrol                               | Sue Perman           |                    |
| Linda Blair               | Savage Island                              | Daly                 |                    |
| Linda Blair               | Savage Streets                             | Brenda               |                    |
| Ariane                    | Year of the Dragon                         | Tracy Tzu            |                    |
| Jennifer Beals            | Frankensteins brud                         | Eva                  |                    |
| Brigitte Nielsen          | Barbarernas hämnd                          | Red Sonja            |                    |
| Tanya Roberts             | Levande måltavla                           | Stacey Sutton        |                    |
| 1986 (7:e)                |                                            |                      |                    |
| Madonna                   | Shanghai Surprise                          | Gloria Tatlock       |                    |
| Kim Basinger              | 9½ Weeks                                   | Elizabeth McGraw     |                    |
| Joan Chen                 | Tai-Pan                                    | May–May              |                    |
| Brigitte Nielsen          | Cobra                                      | Ingrid Knudsen       |                    |
| Ally Sheedy               | Blue City - Staden bortom lagen            | Annie Rayford        |                    |
| 1987 (8:e)                |                                            |                      |                    |
| Madonna                   | Who's That Girl                            | Nikki Finn           |                    |
| Lorraine Gary             | Hajen 4                                    | Ellen Brody          |                    |
| Sondra Locke              | Ratboy                                     | Nikki Morrison       |                    |
| Debra Sandlund            | Tough Guys Don't Dance                     | Patty Lareine        |                    |
| Sharon Stone              | Allan Quatermain and the Lost City of Gold | Jesse Huston         |                    |
| 1988 (9:e)                |                                            |                      |                    |
| Liza Minnelli             | Arthur - skakad, inte rörd                 | Linda Marolla Bach   |                    |
| Liza Minnelli             | Rent-A-Cop                                 | Della Roberts        |                    |
| Rebecca De Mornay         | Och Gud skapade kvinnan                    | Robin Shea           |                    |
| Whoopi Goldberg           | The Telephone                              | Vashti Blue          |                    |
| Cassandra Peterson        | Elvira, Mistress of the Dark               | Elvira               |                    |
| Vanity                    | Action Jackson                             | Sydney Ash           |                    |
| 1989 (10:e)               |                                            |                      |                    |
| Heather Locklear          | The Return of Swamp Thing                  | Abby Arcane          |                    |
| Jane Fonda                | Old Gringo                                 | Harriet Winslow      |                    |
| Brigitte Nielsen          | Bye Bye Baby                               | Lisa                 |                    |
| Paulina Porizkova         | Hennes alibi                               | Nina                 |                    |
| Ally Sheedy               | Heart of Dixie                             | Maggie DeLoach       |                    |

## 1990-talet
| År                   | Skådespelerska                                 | Film                         | Roll          |
| 1990 (11:e)          |                                                |                              |               |
| -------------------- | ---------------------------------------------- | ---------------------------- | ------------- |
| 1990 (11:e)          | Bo Derek                                       | En gång till älskling        | Katie         |
| 1990 (11:e)          | Melanie Griffith                               | Fåfängans fyrverkeri         | Maria Ruskin  |
| 1990 (11:e)          | Bette Midler                                   | Stella - Ensam mor           | Stella Claire |
| 1990 (11:e)          | Molly Ringwald                                 | Betsy's Wedding              | Betsy Hopper  |
| 1990 (11:e)          | Talia Shire                                    | Rocky V                      | Adrian Balboa |
| 1991 (12:e)          |                                                |                              |               |
| Sean Young           | A Kiss Before Dying                            | Ellen Carlsson               |               |
| Kim Basinger         | The Marrying Man                               | Vicki Anderson               |               |
| Sally Field          | Inte utan min dotter                           | Betty Mahmoody               |               |
| Madonna              | In Bed with Madonna - sanning eller konsekvens | Sig själv                    |               |
| Demi Moore           | The Butcher's Wife                             | Marina Lemke                 |               |
| Demi Moore           | Nothing but Trouble                            | Diane Lightson               |               |
| 1992 (13:e)          |                                                |                              |               |
| Melanie Griffith     | I örnens klor                                  | Linda Voss                   |               |
| Melanie Griffith     | A Stranger Among Us                            | Emily Eden                   |               |
| Kim Basinger         | Cool World                                     | Holli Would                  |               |
| Kim Basinger         | Final Analysis                                 | Heather Evans                |               |
| Lorraine Bracco      | Medicinmannen                                  | Dr. Rae Crane                |               |
| Lorraine Bracco      | Traces of Red                                  | Ellen Schofield              |               |
| Whitney Houston      | Bodyguard                                      | Rachel Marron                |               |
| Sean Young           | Love Crimes                                    | Dana Greenway                |               |
| 1993 (14:e)          |                                                |                              |               |
| Madonna              | Älska till döds                                | Rebecca Carlson              |               |
| Melanie Griffith     | Born Yesterday                                 | Billie Dawn                  |               |
| Janet Jackson        | Poetic Justice                                 | Justice                      |               |
| Demi Moore           | Ett oanständigt förslag                        | Diana Murphy                 |               |
| Sharon Stone         | Sliver                                         | Carly Norris                 |               |
| 1994 (15:e)          |                                                |                              |               |
| Sharon Stone         | Intersection                                   | Sally Eastman                |               |
| Sharon Stone         | Specialisten                                   | May Munro                    |               |
| Kim Basinger         | Getaway - rymmarna                             | Carol McCoy                  |               |
| Joan Chen            | På farlig mark                                 | Masu                         |               |
| Jane March           | Color of Night                                 | Rose Dexter/Bonnie           |               |
| Uma Thurman          | Even Cowgirls Get the Blues                    | Sissy Hankshaw               |               |
| 1995 (16:e)          |                                                |                              |               |
| Elizabeth Berkley    | Showgirls                                      | Nomi Malone                  |               |
| Cindy Crawford       | Fair Game                                      | Kate McQuean                 |               |
| Demi Moore           | Passionens pris                                | Hester Prynne                |               |
| Julia Sweeney        | It's Pat                                       | Pat Riley                    |               |
| Sean Young           | Dr. Jekyll and Ms. Hyde                        | Helen Hyde                   |               |
| 1996 (17:e)          |                                                |                              |               |
| Demi Moore           | Den edsvurna                                   | Annie Laird                  |               |
| Demi Moore           | Striptease                                     | Erin Grant                   |               |
| Pamela Anderson      | Barb Wire                                      | Barbara "Barb Wire" Kopetski |               |
| Whoopi Goldberg      | Bogus                                          | Harriet Franklin             |               |
| Whoopi Goldberg      | Eddie - en värsting till coach                 | Edwina 'Eddie' Franklin      |               |
| Whoopi Goldberg      | Theodore Rex                                   | Katie Coltrane               |               |
| Melanie Griffith     | Two Much                                       | Betty Kerner                 |               |
| Julia Roberts        | Mary Reilly                                    | Mary Reilly                  |               |
| 1997 (18:e)          |                                                |                              |               |
| Demi Moore           | G.I. Jane                                      | Lt. Jordan O'Neil            |               |
| Sandra Bullock       | Speed 2: Cruise Control                        | Annie Porter                 |               |
| Fran Drescher        | The Beautician and the Beast                   | Joy Miller                   |               |
| Lauren Holly         | A Smile Like Yours                             | Jennifer Robertson           |               |
| Lauren Holly         | Turbulence                                     | Teri Halloran                |               |
| Alicia Silverstone   | Excess Baggage                                 | Emily Hope                   |               |
| 1998 (19:e)          |                                                |                              |               |
| Spice Girls          | Spice World                                    | Spice Girls                  |               |
| Yasmine Bleeth       | BASEketball                                    | Jenna Reed                   |               |
| Anne Heche           | Psycho                                         | Marion Crane                 |               |
| Jessica Lange        | Hush                                           | Martha Baring                |               |
| Uma Thurman          | The Avengers                                   | Emma Peel                    |               |
| 1999 (20:e)          |                                                |                              |               |
| Heather Donahue      | The Blair Witch Project                        | Heather Donahue              |               |
| Melanie Griffith     | Crazy in Alabama                               | Lucille Vinson               |               |
| Milla Jovovich       | Jeanne d’Arc                                   | Jeanne d'Arc                 |               |
| Sharon Stone         | Gloria                                         | Gloria                       |               |
| Catherine Zeta-Jones | Entrapment                                     | Virginia Baker               |               |
| Catherine Zeta-Jones | The Haunting                                   | Theo                         |               |

## 2000-talet
| År                                                                         | Skådespelerska                             | Film                                                                  | Roll                            |
| 2000 (21:a)                                                                |                                            |                                                                       |                                 |
| -------------------------------------------------------------------------- | ------------------------------------------ | --------------------------------------------------------------------- | ------------------------------- |
| 2000 (21:a)                                                                | Madonna                                    | Det näst bästa                                                        | Abbie Reynolds                  |
| 2000 (21:a)                                                                | Kim Basinger                               | Bless the Child                                                       | Maggie O'Connor                 |
| 2000 (21:a)                                                                | Kim Basinger                               | I Dreamed of Africa                                                   | Kuki Gallmann                   |
| 2000 (21:a)                                                                | Melanie Griffith                           | Cecil B. DeMented                                                     | Honey Whitlock                  |
| 2000 (21:a)                                                                | Bette Midler                               | Isn't She Great                                                       | Jacqueline Susann               |
| 2000 (21:a)                                                                | Demi Moore                                 | Passion of Mind                                                       | Martha Marie / 'Marty' Talridge |
| 2001 (22:a)                                                                |                                            |                                                                       |                                 |
| Mariah Carey                                                               | Glitter                                    | Billie Frank                                                          |                                 |
| Penélope Cruz                                                              | Blow                                       | Mirtha Jung                                                           |                                 |
| Penélope Cruz                                                              | Kapten Corellis mandolin                   | Pelagia                                                               |                                 |
| Penélope Cruz                                                              | Vanilla Sky                                | Sofia Serrano                                                         |                                 |
| Angelina Jolie                                                             | Lara Croft: Tomb Raider                    | Lara Croft                                                            |                                 |
| Angelina Jolie                                                             | Original Sin                               | Julia Russell / Bonny Castle                                          |                                 |
| Jennifer Lopez                                                             | Angel Eyes                                 | Sharon Pogue                                                          |                                 |
| Jennifer Lopez                                                             | Bröllopsfixaren                            | Mary Fiore                                                            |                                 |
| Charlize Theron                                                            | Ljuva november                             | Sara Deever                                                           |                                 |
| 2002 (23:e)                                                                |                                            |                                                                       |                                 |
| Delad vinst: Madonna                                                       | Swept Away                                 | Amber Leighton                                                        |                                 |
| Delad vinst: Britney Spears                                                | Crossroads                                 | Lucy Wagner                                                           |                                 |
| Angelina Jolie                                                             | Life or Something Like It                  | Lanie Kerrigan                                                        |                                 |
| Jennifer Lopez                                                             | En kvinnas hämnd                           | Slim Hiller                                                           |                                 |
| Jennifer Lopez                                                             | Kärleken checkar in                        | Marisa Ventura                                                        |                                 |
| Winona Ryder                                                               | Mr. Deeds                                  | Babe Bennett                                                          |                                 |
| 2003 (24:e)                                                                |                                            |                                                                       |                                 |
| Jennifer Lopez                                                             | Gigli                                      | Ricki                                                                 |                                 |
| Drew Barrymore                                                             | Charlies änglar - Utan hämningar           | Dylan Sanders                                                         |                                 |
| Drew Barrymore                                                             | Duplex                                     | Nancy Kendricks                                                       |                                 |
| Kelly Clarkson                                                             | From Justin to Kelly                       | Kelly Taylor                                                          |                                 |
| Cameron Diaz                                                               | Charlies änglar - Utan hämningar           | Natalie Cook                                                          |                                 |
| Angelina Jolie                                                             | Beyond Borders                             | Sarah Jordan                                                          |                                 |
| Angelina Jolie                                                             | Lara Croft Tomb Raider: The Cradle of Life | Lara Croft                                                            |                                 |
| 2004 (25:e)                                                                |                                            |                                                                       |                                 |
| Halle Berry                                                                | Catwoman                                   | Patience Phillips / Catwoman                                          |                                 |
| Hilary Duff                                                                | En askungesaga                             | Sam Montgomery                                                        |                                 |
| Hilary Duff                                                                | Raise Your Voice                           | Terri Fletcher                                                        |                                 |
| Angelina Jolie                                                             | Alexander                                  | Queen Olympias                                                        |                                 |
| Angelina Jolie                                                             | Taking Lives                               | Illeana Scott                                                         |                                 |
| Mary-Kate och Ashley Olsen                                                 | En galen dag i New York                    | Roxy och Jane Ryan                                                    |                                 |
| Shawn & Marlon Wayans (the Wayans-"systrarna")                             | White Chicks                               | "Brittany och Tiffany Wilson"                                         |                                 |
| 2005 (26:e)                                                                |                                            |                                                                       |                                 |
| Jenny McCarthy                                                             | Dirty Love                                 | Rebecca Sommers                                                       |                                 |
| Jessica Alba                                                               | Fantastic Four                             | Sue Storm / Invisible Woman                                           |                                 |
| Jessica Alba                                                               | Into the Blue                              | Sam                                                                   |                                 |
| Hilary Duff                                                                | Fullt hus igen                             | Lorraine Baker                                                        |                                 |
| Hilary Duff                                                                | The Perfect Man                            | Holly Hamilton                                                        |                                 |
| Jennifer Lopez                                                             | Monster till svärmor                       | Charlie Cantilini                                                     |                                 |
| Tara Reid                                                                  | Alone in the Dark                          | Aline Cedrac                                                          |                                 |
| 2006 (27:e)                                                                |                                            |                                                                       |                                 |
| Sharon Stone                                                               | Basic Instinct 2                           | Catherine Tramell                                                     |                                 |
| Hilary och Haylie Duff                                                     | Material Girls                             | Tanzie och Ava Marchetta                                              |                                 |
| Lindsay Lohan                                                              | Just My Luck                               | Ashley Albright                                                       |                                 |
| Kristanna Loken                                                            | Blood Rayne                                | Rayne                                                                 |                                 |
| Jessica Simpson                                                            | Employee of the Month                      | Amy Renfro                                                            |                                 |
| 2007 (28:e)                                                                |                                            |                                                                       |                                 |
| Lindsay Lohan                                                              | I Know Who Killed Me                       | Aubrey Fleming / Dakota Moss                                          |                                 |
| Jessica Alba                                                               | Awake                                      | Sam Lockwood                                                          |                                 |
| Jessica Alba                                                               | Fantastic Four: Rise of the Silver Surfer  | Sue Storm / Invisible Woman                                           |                                 |
| Jessica Alba                                                               | Good Luck Chuck                            | Cam Wexler                                                            |                                 |
| Logan Browning, Janel Parrish, Nathalia Ramos och Skyler Shaye             | Bratz: The Movie                           | Sasha, Jade, Yasmin och Cloe                                          |                                 |
| Elisha Cuthbert                                                            | Captivity                                  | Jennifer Tree                                                         |                                 |
| Diane Keaton                                                               | Tre systrar & en mamma                     | Daphne Wilder                                                         |                                 |
| 2008 (29:e)                                                                |                                            |                                                                       |                                 |
| Paris Hilton                                                               | The Hottie and the Nottie                  | Cristabel Abbott                                                      |                                 |
| Jessica Alba                                                               | The Eye                                    | Sydney Wells                                                          |                                 |
| Jessica Alba                                                               | Love Guru                                  | Jane Bullard                                                          |                                 |
| Annette Bening, Eva Mendes, Debra Messing, Jada Pinkett Smith och Meg Ryan | The Women                                  | Sylvie Fowler, Crystal Allen, Edie Cohen, Alex Fisher och Mary Haines |                                 |
| Cameron Diaz                                                               | What Happens in Vegas                      | Joy McNally                                                           |                                 |
| Kate Hudson                                                                | Fool's Gold                                | Tess Finnegan                                                         |                                 |
| Kate Hudson                                                                | My Best Friend's Girl                      | Alexis                                                                |                                 |
| 2009 (30:e)                                                                |                                            |                                                                       |                                 |
| Sandra Bullock                                                             | All About Steve                            | Mary Horowitz                                                         |                                 |
| Beyoncé                                                                    | Obsessed                                   | Sharon Charles                                                        |                                 |
| Miley Cyrus                                                                | Hannah Montana: The Movie                  | Miley Stewart / Hannah Montana                                        |                                 |
| Megan Fox                                                                  | Jennifer's Body                            | Jennifer Check                                                        |                                 |
| Megan Fox                                                                  | Transformers: De besegrades hämnd          | Mikaela Banes                                                         |                                 |
| Sarah Jessica Parker                                                       | Har du hört ryktet om Morgans?             | Meryl Morgan                                                          |                                 |

## 2010-talet
| År                       | Skådespelerska                                                      | Film                       | Roll                                                                           |
| 2010 (31:a)              |                                                                     |                            |                                                                                |
| ------------------------ | ------------------------------------------------------------------- | -------------------------- | ------------------------------------------------------------------------------ |
| 2010 (31:a)              | Kim Cattrall, Kristin Davis, Cynthia Nixon och Sarah Jessica Parker | Sex and the City 2         | Samantha Jones, Charlotte York Goldenblatt, Miranda Hobbes och Carrie Bradshaw |
| 2010 (31:a)              | Jennifer Aniston                                                    | The Bounty Hunter          | Nicole Hurley                                                                  |
| 2010 (31:a)              | Jennifer Aniston                                                    | Pappa på burk              | Kassie Larson                                                                  |
| 2010 (31:a)              | Miley Cyrus                                                         | The Last Song              | Ronnie Miller                                                                  |
| 2010 (31:a)              | Megan Fox                                                           | Jonah Hex                  | Tallulah Black / Lilah                                                         |
| 2010 (31:a)              | Kristen Stewart                                                     | The Twilight Saga: Eclipse | Isabella Swan                                                                  |
| 2011 (32:a)              |                                                                     |                            |                                                                                |
| Adam Sandler (i drag)    | Jack and Jill                                                       | Jill Sadelstein            |                                                                                |
| Martin Lawrence (i drag) | Big Mommas: Sådan far, sådan son                                    | Big Momma                  |                                                                                |
| Sarah Palin              | The Undefeated                                                      | Sig själv                  |                                                                                |
| Sarah Jessica Parker     | I Don't Know How She Does It                                        | Kate Reddy                 |                                                                                |
| Sarah Jessica Parker     | New Year's Eve                                                      | Kim Doyle                  |                                                                                |
| Kristen Stewart          | The Twilight Saga: Breaking Dawn - Part 1                           | Isabella Swan              |                                                                                |
| 2012 (33:e)              |                                                                     |                            |                                                                                |
| Kristen Stewart          | Snow White and the Huntsman                                         | Snövit                     |                                                                                |
| Kristen Stewart          | The Twilight Saga: Breaking Dawn - Part 2                           | Isabella Swan              |                                                                                |
| Katherine Heigl          | One for the Money                                                   | Stephanie Plum             |                                                                                |
| Milla Jovovich           | Resident Evil: Retribution                                          | Alice                      |                                                                                |
| Tyler Perry (i drag)     | Madea's Witness Protection                                          | Madea                      |                                                                                |
| Barbra Streisand         | The Guilt Trip                                                      | Joyce Brewster             |                                                                                |
| 2013 (34:e)              |                                                                     |                            |                                                                                |
| Tyler Perry (i drag)     | A Madea Christmas                                                   | Madea                      |                                                                                |
| Halle Berry              | The Call                                                            | Jordan Turner              |                                                                                |
| Halle Berry              | Movie 43                                                            | Emily Browning             |                                                                                |
| Selena Gomez             | Getaway                                                             | Barnet                     |                                                                                |
| Lindsay Lohan            | The Canyons                                                         | Tara Lloyd                 |                                                                                |
| Naomi Watts              | Diana                                                               | Prinsessan Diana           |                                                                                |
| Naomi Watts              | Movie 43                                                            | Samantha Miller            |                                                                                |
| 2014 (35:e)              |                                                                     |                            |                                                                                |
| Cameron Diaz             | The Other Woman                                                     | Carly Whitten              |                                                                                |
| Cameron Diaz             | Sex Tape                                                            | Annie Hargrove             |                                                                                |
| Drew Barrymore           | Blended                                                             | Lauren Reynolds            |                                                                                |
| Melissa McCarthy         | Tammy                                                               | Tammy Banks                |                                                                                |
| Charlize Theron          | A Million Ways to Die in the West                                   | Anna Barnes-Leatherwood    |                                                                                |
| Gaia Weiss               | The Legend of Hercules                                              | Hebe                       |                                                                                |
| 2015 (36:e)              |                                                                     |                            |                                                                                |
| Dakota Johnson           | Fifty Shades of Grey                                                | Anastasia "Ana" Steele     |                                                                                |
| Katherine Heigl          | Home Sweet Hell                                                     | Mona Champagne             |                                                                                |
| Mila Kunis               | Jupiter Ascending                                                   | Jupiter Jones              |                                                                                |
| Jennifer Lopez           | The Boy Next Door                                                   | Claire Peterson            |                                                                                |
| Gwyneth Paltrow          | Mortdecai                                                           | Johanna Mortdecai          |                                                                                |
| 2016 (37:e)              |                                                                     |                            |                                                                                |
| Rebekah Turner           | Hillary's America: The Secret History of the Democratic Party       | Hillary Clinton            |                                                                                |
| Megan Fox                | Teenage Mutant Ninja Turtles: Out of the Shadows                    | April O'Neil               |                                                                                |
| Tyler Perry (i drag)     | Boo! A Madea Halloween                                              | Mabel "Madea" Simmons      |                                                                                |
| Julia Roberts            | Mother's Day                                                        | Miranda Collins            |                                                                                |
| Naomi Watts              | Allegiant                                                           | Evelyn Johnson-Eaton       |                                                                                |
| Naomi Watts              | Shut In                                                             | Mary Portman               |                                                                                |
| Shailene Woodley         | Allegiant                                                           | Beatrice "Tris" Prior      |                                                                                |
| 2017 (38:e)              |                                                                     |                            |                                                                                |
| Tyler Perry              | Boo 2! A Madea Halloween                                            | Mabel "Madea" Simmons      |                                                                                |
| Katherine Heigl          | Unforgettable                                                       | Tessa Connover             |                                                                                |
| Dakota Johnson           | Fifty Shades Darker                                                 | Anastasia 'Ana' Steele     |                                                                                |
| Jennifer Lawrence        | Mother!                                                             | Mother                     |                                                                                |
| Emma Watson              | The Circle                                                          | Mae Holland                |                                                                                |

## Flerfaldigt vinnare
5 vinster
- Madonna

3 vinster
- Bo Derek

2 vinster
- Demi Moore
- Sharon Stone
- Pia Zadora

## Flerfaldigt nominerade
| 6 nomineringar - Melanie Griffith - Madonna - Demi Moore 5 nomineringar - Kim Basinger - Jennifer Lopez - Sharon Stone 4 nomineringar - Faye Dunaway - Angelina Jolie 3 nomineringar - Jessica Alba - Linda Blair - Bo Derek - Cameron Diaz - Hilary Duff - Megan Fox - Lindsay Lohan - Brigitte Nielsen - Sarah Jessica Parker - Tyler Perry (i drag) - Brooke Shields - Kristen Stewart - Sean Young | 2 nomineringar - Drew Barrymore - Halle Berry - Sandra Bullock - Joan Chen - Miley Cyrus - Whoopi Goldberg - Katherine Heigl - Milla Jovovich - Sondra Locke - Bette Midler - Olivia Newton-John - Julia Roberts - Tanya Roberts - Ally Sheedy - Talia Shire - Barbra Streisand - Charlize Theron - Uma Thurman - Naomi Watts - Pia Zadora |